# Parent (Familienname)
Parent ist ein ursprünglich von einem Spitznamen abgeleiteter englischer und französischer Familienname altfranzösischer Herkunft.

## Namensträger
- Antoine Parent (1666–1716), französischer Mathematiker
- Aubert Joseph Parent (1753–1835), französischer Architekt und Bildhauer
- Bernie Parent (* 1945), kanadischer Eishockeyspieler
- Claude Parent (1923–2016), französischer Architekt und Hochschullehrer
- Georges Parent (Politiker) (1879–1942), kanadischer Anwalt und Politiker
- Georges Parent (Radsportler) (1885–1918), französischer Radrennfahrer
- Hortense Parent (1837–1929), französische Pianistin, Klavierpädagogin und Komponistin
- Joseph Parent, französischer Turner
- Lionel Parent (1905–1980), kanadischer Sänger und Komponist
- Madeleine Parent (1918–2012), kanadische Politikerin und Frauenrechtlerin
- Manda Parent (1907–1992), kanadische Schauspielerin
- Marie-Danielle Parent (* 1954), kanadische Sopranistin
- Marie-Pierre Parent (* 1982), kanadische Biathletin
- Mary Parent (* 1968), US-amerikanische Filmproduzentin und Produktionsmanagerin.
- Mimi Parent (1924–2005), kanadische Künstlerin des Surrealismus
- Monique Parent (* 1965), amerikanische Schauspielerin und ehemaliges Model
- Rich Parent (* 1973), kanadischer Eishockeytorwart
- Ryan Parent (* 1987), kanadischer Eishockeyspieler
- Simon-Napoléon Parent (1855–1920), kanadischer Politiker
- Steven Parent (1951–1969), US-amerikanisches Mordopfer
- Thomas Parent (* 1949), Historiker, stellvertretender Leiter des Westfälischen Industriemuseums